# Uli Hoeneß
Ulrich Hoeneß (Ulma, 5 gennaio 1952) è un dirigente sportivo ed ex calciatore tedesco, di ruolo attaccante, presidente onorario del Bayern Monaco.
È divenuto campione europeo nel 1972 e campione del mondo nel 1974 con la Nazionale tedesca.
Dopo essere stato per trent'anni il direttore generale del Bayern Monaco (dal 1979 al 2009), nel 2009 è stato eletto presidente del club bavarese. È rimasto in carica fino al 2014, prima di lasciare l’incarico a causa di problemi giudiziari. Il 25 novembre 2016 è stato rieletto presidente del Bayern Monaco, carica che ha mantenuto fino al 2019.

## Biografia
Anche Dieter, fratello minore di Uli Hoeneß, è stato calciatore professionista e dirigente sportivo; ha giocato diverse stagioni in Bundesliga ed è stato direttore generale del Wolfsburg.
Nel 1982 Uli Hoeneß risulta l'unico sopravvissuto di un incidente aereo, che ha portato alla morte di tre persone. L'ex calciatore, addormentato nei sedili posteriori, si procura solo alcune piccole ferite e viene successivamente soccorso da una guardia forestale che lo incontra in stato di shock e disorientato.
Nel 1985 ha fondato a Norimberga insieme a Werner Weiß l'azienda di prodotti alimentari HoWe Wurstwaren, dove HoWe sta per Hoeneß e Weiß. Tra i clienti vi sono stati i supermercati ALDI, McDonald's e un'importante padiglione della birra all'Oktoberfest. In seguito ha lasciato la gestione dell'azienda ai suoi due figli Sabine e Florian. La HoWe Wurstwaren è stata oggetto di pesanti critiche da parte dei sindacati di categoria per la mancanza di un comitato aziendale, per non aver applicato alcun contratto collettivo di settore e per aver utilizzato molti lavoratori temporanei.
Il 13 marzo 2014 viene condannato a 3 anni e 6 mesi di carcere per sette diversi capi di imputazione per frode fiscale. Viene rilasciato dopo 21 mesi, essendogli stata concessa la libertà condizionale.

## Carriera

### Giocatore

#### Club

##### TSG Ulm 1846
Nato a Ulma, nello stato federato del Baden-Württemberg, nel 1952, da ragazzino inizia a giocare a calcio come centrocampista offensivo e attaccante nelle selezioni giovanili del TSG Ulm 1846, squadra della sua città natale. Per la stagione 1969-1970 viene aggregato alla prima squadra, che gioca nella 1.Amateurliga Württemberg; si conquista una maglia da titolare e a fine campionato è il miglior realizzatore della squadra con 22 reti.

##### Bayern
Per la stagione 1970-1971, l'allenatore del Bayern Monaco Udo Lattek lo vuole nella sua squadra e Hoeneß firma con il club un contratto da dilettante. Debutta in prima squadra il 15 agosto 1970, prima giornata del campionato 1970-1971, nella partita pareggiata 1-1 con lo Stoccarda. Diventa subito titolare, al fianco di campioni come Franz Beckenbauer, Gerd Müller e Sepp Maier. Quell'anno la squadra è seconda in Bundesliga e si aggiudica la Coppa di Germania. Nelle prime due stagioni Hoeneß mantiene lo status di dilettante per poter partecipare alle Olimpiadi di Monaco del 1972.
Rimarrà a Monaco per otto stagioni, nel corso delle quali la squadra conquista tre campionati tedeschi, una Coppa di Germania, tre Coppe dei Campioni e una Coppa Intercontinentale. Segna due reti nella finale di Coppa dei Campioni 1973-1974 vinta 4-0 dal Bayern Monaco sull'Atlético Madrid. Nella finale dell'anno successivo contro il Leeds United, Hoeneß incorre in un serio infortunio al ginocchio, dal quale faticherà a riprendersi del tutto. Dopo sei mesi di convalescenza torna a giocare ma nel periodo successivo non ritrova la forma degli anni passati.

##### Norimberga
Con il tecnico Gyula Lóránt, all'inizio della stagione 1978-1979 perde il posto in prima squadra e nel settembre 1978 viene ceduto in prestito all'Amburgo. Le visite mediche mettono in luce una sofferenza ai legamenti del ginocchio e il medico della nuova squadra consiglia un intervento in endoscopia; Hoeneß rifiuta e il trasferimento viene annullato. Torna quindi al Bayern e subito viene dato in prestito al Norimberga, altro club di Bundesliga. Con la nuova maglia Hoeneß non convince, viene schierato solo in 11 incontri, non segna alcuna rete e l'Hannover retrocede. A fine stagione torna al Bayern, ma la lesione al ginocchio è irreparabile e abbandona il calcio giocato a ventisette anni.

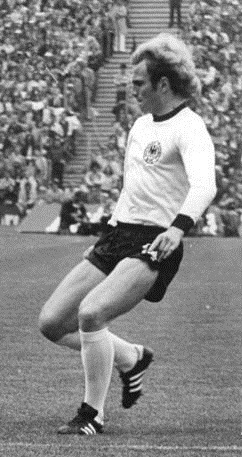
Hoeness durante la finale del Mondiale del 1974

#### Nazionale
Hoeneß esordisce con la maglia della Nazionale della Germania Ovest il 29 marzo 1972, quando gioca da titolare e segna la seconda rete nell'amichevole di Budapest contro l'Ungheria, vinta poi dai tedeschi con il punteggio di 0-2. Un mese dopo segna a Wembley il primo gol dell'incontro vinto 3-1 dai tedeschi contro l'Inghilterra, valido per i quarti di finale degli Europei 1972. In giugno gioca da titolare anche nella fase finale degli Europei in Belgio, che vede il trionfo della Germania Ovest, al primo titolo continentale della sua storia.
Avendo conservato lo status di dilettante, Hoeneß prende parte anche alle successive Olimpiadi di Monaco di Baviera. Con la selezione della squadra di casa però non riesce a superare la seconda fase a gironi, dove nella partita decisiva subisce una sconfitta per 2-3 dalla Germania Est, nel primo incontro calcistico fra le due nazioni confinanti, nonostante lo stesso attaccante avesse messo a segno una delle due reti della sua squadra.
Nel 1974 conquista con i compagni anche la seconda Coppa del Mondo della storia tedesca, disputata proprio in Germania Ovest, dopo aver battuto in finale per 2-1 la nazionale olandese, nonostante lui stesso, con un fallo su Cruyff, avesse causato il rigore che aveva consentito agli olandesi di portarsi in vantaggio.
Negli Europei di due anni dopo l'attaccante commette un nuovo errore, stavolta decisivo. È infatti suo il calcio di rigore fallito che permette alla Cecoslovacchia di sconfiggere la Germania Ovest nella finale del torneo, dopo che i tempi supplementari si erano conclusi sul punteggio di 2-2. Nel novembre del 1976 gioca il suo ultimo incontro in nazionale, vinto 2-0 ad Hannover contro la stessa Cecoslovacchia. In nazionale maggiore ha disputato 35 incontri, segnando 5 reti, mentre con la nazionale olimpica ha al suo attivo 5 partite e una rete.

### Dirigente
Nel luglio 1979, subito dopo aver annunciato il ritiro dall'agonismo, diventa direttore generale del Bayern Monaco. Aveva messo in luce le sue qualità di dirigente l'anno precedente, quando ancora giocava per il Bayern, negoziando un contratto di sponsorizzazione grazie al quale era stato possibile il ritorno al Bayern di Paul Breitner. Con l'avvento di Hoeneß, la squadra raggiunge la conquista di quindici campionati, otto coppe di Germania, tre Supercoppe di Germania, sei Coppe di Lega tedesca, una Coppa UEFA, una Champions League ed una Coppa Intercontinentale. Nello stesso periodo anche lo stato finanziario del Bayern migliora, e il numero dei soci supera quota centomila, facendo diventare il club bavarese il secondo club con più soci al mondo.
Tra il 2000 ed il 2005, sempre sotto la guida di Hoeneß, la società si è anche fatta carico dei 340 milioni di euro di spesa per la costruzione del proprio nuovo stadio, l'Allianz Arena, che ha successivamente anche ospitato alcune partite dei Mondiali del 2006. Nel 2009 succede a Franz Beckenbauer alla presidenza del Bayern Monaco e ricopre la carica di presidente per 5 anni, periodo in cui i bavaresi vincono 2 Bundesliga, 2 Coppe di Germania, 2 Supercoppe di Germania, 1 Champions League su 3 finali disputate, 1 Supercoppa Europea e 1 Mondiale per Club.
Dopo aver ammesso di aver evaso personalmente al fisco tedesco 28 milioni di euro e aver accettato la condanna a 3 anni e 6 mesi di carcere, Hoeness il 14 marzo 2014 si dimette ufficialmente dalla carica di presidente del club bavarese e da tutte le altre cariche ricoperte all'interno dello stesso. È stato rilasciato dopo 21 mesi e il 25 novembre 2016 viene rieletto presidente del Bayern Monaco. Nel novembre 2019 lascia la presidenza a Herbert Hainer, ma rimane nel consiglio di amministrazione del club bavarese. Nel secondo periodo da presidente, il Bayern si aggiudica 3 titoli di Bundesliga, 1 Coppa di Germania, 2 Supercoppe di Germania e 1 Champions League.

## Palmarès

### Club

#### Competizioni nazionali
- Campionato tedesco: 3

Bayern Monaco: 1971-1972, 1972-1973, 1973-1974
- Coppa di Germania: 1

Bayern Monaco: 1970-1971

#### Competizioni internazionali
- Coppa dei Campioni: 3

Bayern Monaco: 1973-1974, 1974-1975, 1975-1976
- Coppa Intercontinentale: 1

Bayern Monaco: 1976

### Nazionale
- Campionato d'Europa: 1

Germania Ovest: 1972
- Campionato mondiale: 1

Germania Ovest: 1974